# Corporació Financera Internacional
La Corporació Financera (Internacional Finance Corporation) és una institució financera internacional que ofereix serveis d'inversió, assessorament i gestió d’actius per fomentar el desenvolupament del sector privat als països menys desenvolupats. L’IFC és membre del Grup del Banc Mundial i té la seu a Washington, DC, als Estats Units.
Es va establir el 1956, com a branca del sector privat del Grup del Banc Mundial, per avançar en el desenvolupament econòmic invertint en projectes comercials i amb ànim de lucre per reduir la pobresa i promoure el desenvolupament. L’objectiu declarat de l’IFC és crear oportunitats per a les persones per fugir de la pobresa i assolir millors nivells de vida. L'estratègia és mobilitzar recursos financers per a empreses privades, promoure mercats accessibles i competitius, donar suport a les empreses i altres entitats del sector privat, i crear llocs de treball i oferir els serveis necessaris a aquells que són pobres o vulnerables.
Des del 2009, l’IFC s'ha centrat en un conjunt d’objectius de desenvolupament als quals s'espera que s'orientin els seus projectes. Els seus objectius són augmentar les oportunitats d’agricultura sostenible, millorar l'atenció sanitària i l’ educació, augmentar l’accés al finançament per a clients de microfinances i empreses, avançar en infraestructures, ajudar les petites empreses a créixer els seus ingressos i invertir en salut climàtica.
La IFC és propietat i està governada pels seus països membres, però té el seu propi lideratge executiu i el seu personal que fa les seves operacions comercials normals. És una corporació els accionistes de la qual són governs membres que proporcionen capital desemborsat i tenen dret a vot sobre els seus assumptes. Originalment, es va integrar més financerament amb el Grup del Banc Mundial, però més tard, l'IFC es va establir per separat i, finalment, es va autoritzar que pogués operar com a entitat financera autònoma i prendre decisions d'inversió independents.
Ofereix una àmplia gamma de serveis de finançament de deutes i renda variable i ajuda les empreses a enfrontar-se a les seves exposicions al risc mentre s'absté de fer tasuqes de gestió. La corporació també ofereix assessorament a les empreses per prendre decisions, avaluar el seu impacte sobre el medi ambient i la societat i ser responsable. Aconsella els governs sobre la construcció d’infraestructures i associacions per donar més suport al desenvolupament del sector privat.
La corporació és avaluada per un avaluador independent cada any. El 2011, el seu informe d’avaluació reconeixia que les seves inversions funcionaven bé i reduïen la pobresa, però recomanava que la corporació definís la pobresa i els resultats esperats de manera més explícita per comprendre millor la seva efectivitat i abordar la reducció de la pobresa de manera més estratègica. Les inversions totals de la corporació el 2011 van ascendir a 18.660 milions de dòlars. El 2011 va comprometre 820 milions de dòlars a serveis d’assessorament per a 642 projectes i va mantenir actius líquids per valor de 24.500 milions de dòlars. L’IFC té una bona situació financera i va rebre les qualificacions més altes de dues agències de qualificació creditícies independents el 2018.
L'IFC rep sovint crítiques de les ONG perquè no és capaç de fer un seguiment dels seus diners a causa del seu ús d’intermediaris financers. Per exemple, un informe d'Oxfam International i d'altres ONG el 2015, "El sofriment d'altres", va trobar que l'IFC no actuava amb prou diligència i gestionava el risc en moltes de les seves inversions en prestadors de tercers.
Altres crítiques se centren en el fet que l'IFC treballa massa amb grans empreses o persones riques que ja poden finançar les seves inversions sense l'ajut d'institucions públiques com IFC, i aquestes inversions no tenen un impacte positiu en el desenvolupament. Un exemple que sovint citen les ONG i els periodistes crítics és que la IFC concedeix finançament a un príncep saudita per a un hotel de cinc estrelles a Ghana.

## Governança
L'ICF està governada pel seu Consell de Govern, que es reuneix anualment i està format per un governador per país membre (habitualment és el ministre de finances o el secretari del tresor del país). Normalment, cada membre designa un governador i un suplent. Tot i que l'autoritat corporativa correspon al Consell de Govern, els governadors deleguen la majoria dels seus poders corporatius i la seva autoritat en assumptes diaris, com ara préstecs i operacions comercials, al consell d'administració. El Consell d'Administració de l'IFC està format per 25 consellers executius que es reuneixen regularment i treballen a la seu de l'IFC i està presidit pel president del Grup del Banc Mundial. Els directors executius representen col·lectivament els 185 països membres. Quan el Consell d'Administració de l'IFC vota sobre qüestions que se li plantegen, el vot de cada director executiu es ponderarà en funció del capital social total dels països membres representats per aquest conseller.
Actualment l'IFC està gestionat per Makhtar Diop des de l’1 de març de 2021. Abans del seu nomenament, va ser el vicepresident d'Infraestructures del Banc Mundial, on va dirigir els esforços mundials del Banc per construir infraestructures sostenibles a les economies en desenvolupament i emergents.
El conseller delegat d'IFC supervisa la seva direcció general i les seves operacions diàries. Philippe Le Houérou és conseller delegat de IFC. Des del seu nomenament pel president del grup del Banc Mundial Jim Yong Kim el març del 2016, el senyor Le Houérou ha liderat la nova estratègia de l’organització per crear mercats als països menys desenvolupats i redefinir el finançament per al desenvolupament promovent iniciatives i reformes que permetin desbloquejar milers de milions de dòlars en el sector privat d'inversió.
Tot i que l'IFC coordina les seves activitats en moltes àrees amb les altres institucions del Grup del Banc Mundial, generalment opera independentment, ja que és una entitat independent amb autonomia jurídica i financera, establerta pels seus propis articles d’acord. La corporació opera amb una plantilla de més de 3.400 empleats, dels quals la meitat estan estacionats a oficines externes dels seus països membres.